# ۱۳۲۵ (میلادی)
۱۳۲۵ (میلادی) هزار و سیصد و بیست و پنجمین سال تقویم میلادی است.

## درگذشتگان
- ۷ ژانویه – دنیس پرتغال، شاعر پرتغالی (ز. ۱۲۶۱)
- ۳ آوریل – نظام‌الدین اولیا، شاعر هندی (ز. ۱۲۳۸)